# عين بوزيان
عين بوزيان هي بلدية في ولاية سكيكدة، تحدها شمالا بلدية فلفلة وشرقا بلدية صالح بوالشعور وغربا ولاية جيجل وهي بلدية تعدادها السكاني حوالي 11000 نسمة يمارس الزراعة كمصدر أساسي وخدمات السياحة.